# Habitatge al carrer Mestre Güell, 14 (Tàrrega)
L'Habitatge al carrer Mestre Güell, 14 és una obra de Tàrrega (Urgell) inclosa a l'Inventari del Patrimoni Arquitectònic de Catalunya.

## Descripció
És un habitatge unifamiliar estructurada en una planta i un primer pis. És de planta rectangular i no està adossada a cap habitatge, sinó en coberts de poca alçada que deixen veure en els dos murs laterals de l'edifici. La façana principal està feta a base d'aplacats de pedra que s'estructuren formant filades totalment regulars i perfectes. Són de diferents dimensions, diferenciant la planta baixa i la primera. En els murs laterals hi ha un aparell de carreus de pedra irregulars lligats amb morter.
Tota la façana segueix un eix definit marcat per les obertures. A la planta baixa hi ha tres portalades, una de gran amplada a la part central i dues, més estretes i esveltes, en els dos laterals. La porta central dona accés a un taller mecànic i adopta la forma d'arc rebaixat. Les dues laterals donen accés a l'habitatge i adopten la forma d'arc de mig punt.
El primer pis presenta tres finestres idèntiques separades a la mateixa distància. Són en forma d'arc rebaixat, però la central està complementada per una impressionant balconada amb balustrada de pedra. Cal destacar el coronament de l'edifici on hi ha una balustrada que ressegueix tota l'amplada de l'habitatge. Aquesta està feta en pedra i està subdividida en tres parts iguals separades per petits pilons rectangulars motllurats.